# Bloodshot (Film)
Bloodshot ist ein US-amerikanischer Science-Fiction-Actionfilm von Regisseur Dave Wilson aus dem Jahr 2020. Der Film basiert auf der gleichnamigen Comicfigur von Valiant Comics, die von Vin Diesel verkörpert wird. Der Film kam am 5. März 2020 in die deutschen Kinos.

## Handlung
Der US-Soldat Ray Garrison hat in Mombasa erfolgreich eine Mission zur Rettung einer Geisel geleitet und erholt sich mit seiner Frau Gina an der Amalfiküste in Italien. Beide werden von Söldnern unter der Leitung von Martin Axe entführt. Er will von Garrison erfahren, wie das Militär den Aufenthaltsort der Geisel bestimmen konnte. Als Axe klar wird, dass Garrison ihm keine Informationen geben kann, tötet er Gina vor seinen Augen. Garrison schwört auf Rache und wird von Axe erschossen.
Garrison wacht in einem Labor der Firma Rising Spirit Technologies (RST) in Kuala Lumpur auf. Der leitende Wissenschaftler Dr. Emil Harting forscht dort an US-Soldaten, die in Kampfeinsätzen schwer verletzt wurden. Er rettet ihr Leben und verbessert ihre Fähigkeiten durch den Einsatz von Kybernetik. Er berichtet, dass Garrison das erste Subjekt sei, dass an einem Programm namens Bloodshot teilgenommen hat. Sein Blut wurde dabei durch Nanits ersetzt, die seine Kraft erheblich verstärken und jegliche Verletzungen des Körpers automatisch reparieren. Allerdings müssen die Nanits nach einer gewissen Zeit wieder mit einem Bloodshot aufgeladen werden, damit sie ihre Aufgabe dauerhaft übernehmen können. Garrison wird weiteren Soldaten vorgestellt, die alle unterschiedliche Verletzungen erlitten hatten und mit kybernetischen Systemen ausgestattet wurden: der ehemaligen Militärtaucherin KT, dem Army Ranger Tibbs und dem Seal Dalton. Garrison hingegen wird von Albträumen geplagt, in der er Ginas und seinen Tod erlebt. Er verlässt das Labor, spürt Axe in Budapest auf und tötet ihn dort.
Zurück im Labor wird Garrisons Gedächtnis neu aufgesetzt. Es wird deutlich, dass bereits die Rettungsmission in Mombasa eine Computersimulation war. Harting nutzt Garrison, um abtrünnige RST-Mitarbeiter eliminieren zu lassen. KT hegt erste Zweifel an Hartings Vorhaben, ist ihm aber ausgeliefert, da er die Kontrolle über KTs Kybernetik besitzt. Bei einem erneuten Angriff auf den ehemaligen RST-Mitarbeiter Baris zündet der gefallene RST-Programmierer Wilfred Wigans eine EMP-Bombe, die Garrisons Verbindung zu den RST-Servern trennt. Dieser erwacht in Wigans Büro und erfährt von ihm, dass er von Harting nur als Werkzeug für dessen Rachefeldzug genutzt wurde. Garrison reist nach London, um Gina aufzuspüren. Dort angekommen muss er jedoch feststellen, dass seit ihrem vermeintlichen Tod fünf Jahre vergangen sind. Gina hat mittlerweile eine eigene Familie gegründet. Tibbs und Dalton spüren Garrison auf, bringen ihn wieder unter die Kontrolle von RST und zurück in das Labor nach Kuala Lumpur.
KT hat sich mittlerweile mit Wigans verbündet. Gemeinsam zerstören sie die RST-Computer. Es kommt zu einem erbitterten Kampf zwischen Tibbs und Dalton mit Garrison, den Garrison schwer verwundet für sich entscheiden kann. Harting versucht zu fliehen, wird aber von Garrison gestellt. Im Kampf der beiden zündet Garrison eine von Harting abgefeuerte Granate und beide sterben. Garrison erwacht jedoch erneut – dieses Mal in einem kleinen Wohnwagen, in dem Wigans ein Labor eingerichtet hat. Er hat Garrison mit neuen Erinnerungen versehen und seine Naniten so verbessert, dass sie künftig keinen Bloodshot mehr benötigen. Gemeinsam mit KT machen sich die Drei auf in ein neues Leben.

## Produktion
Bereits im März 2012 sicherte sich Columbia Pictures die Rechte auf die Verfilmung der Comicreihe Bloodshot von Valiant Comics. Als Drehbuchautor wurde Jeff Wadlow verpflichtet, während Neal H. Moritz, Jason Kotharo und Dinesh Shamdasani als Produzenten für die Produktionsfirma Original Film fungieren sollten. Im April 2015 wurde vermeldet, dass David Leitch und Chad Stahelski das von Wadlow und dem oscarnominierten Eric Heisserer geschriebene Drehbuch verfilmen sollten, sodass Bloodshot 2017 in den Kinos anlaufen könne. Nachdem beide dem Projekt den Rücken gekehrt hatten, wurde im März 2017 Dave Wilson für den Posten verpflichtet, der mit dem Film sein Regiedebüt gab. Laut eigener Aussage wollte Wilson in Bloodshot einen sehr „aggressiven Stil des Filmemachens“ verfolgen, der für ihn in Comicverfilmungen noch nicht genug erkundet wurde. Obwohl anfangs Jared Leto für die titelgebende Hauptrolle gehandelt wurde, wurde im März 2018 schließlich Vin Diesel als Protagonist verpflichtet. Dieser gab als Grund für sein Mitwirken das interessante, komplexe und gut geschriebene Drehbuch an, welches in der Realität verankert sei und Themen wie posttraumatischen Stress behandle.
Später gesellten sich Eiza González, Sam Heughan, Michael Sheen, Talulah Riley, Alex Hernandez, Toby Kebbell und Jóhannes Haukur Jóhannesson zur Besetzung. González äußerte sich über ihre Beteiligung, sie sei stolz darauf, als erste Schauspielerin eine lateinamerikanische Superheldin zu verkörpern, auch wenn ihre Figur eher emotional als actionlastig angelegt sei. Der Film sei für sie bodenständig und eine „moderne Abwandlung des Superhelden-Genres“. Kurz vor Beginn der Dreharbeiten wurde zudem die Beteiligung des Schauspielers Lamorne Morris bekannt, der im Falle eines erfolgreichen Filmes auch in zwei Fortsetzungen auftreten soll. Später musste Sheen das Projekt aus familiären und terminlichen Gründen verlassen und wurde durch Guy Pearce ersetzt.
Die Dreharbeiten begannen am 6. August 2018 in den Cape Town Film Studios in Kapstadt. Später folgten Aufnahmen in Prag und Budapest. Als Kameramann fungierte Jacques Jouffret. Am 26. Oktober 2018 wurden die Dreharbeiten abgeschlossen.
Ein erster Trailer erschien am 21. Oktober 2019, ein zweiter Trailer wurde am 14. Januar 2020 veröffentlicht. Der ursprünglich für den 20. Februar 2020 geplante US-Starttermin wurde im Dezember 2019 auf den 13. März 2020 verschoben. In Deutschland lief der Film bereits am 5. März 2020 in den Kinos an. Eine Veröffentlichung in Österreich sollte am 19. März 2020 erfolgen. Aufgrund der COVID-19-Pandemie und der damit verbundenen weltweiten Kinoschließungen ist Bloodshot bereits am 24. März 2020 in den Vereinigten Staaten und drei Tage später auch in Deutschland digital erschienen. In den Vereinigten Staaten erschien der Film am 5. Mai 2020 schließlich auch auf DVD und Blu-ray, in Deutschland am 4. Juni 2020.

## Synchronisation
Die deutsche Synchronisation entstand nach einem Dialogbuch und unter der Dialogregie von Stefan Fredrich im Auftrag von Berliner Synchron.
| Rolle                    | Darsteller                  | Synchronsprecher |
| ------------------------ | --------------------------- | ---------------- |
| Ray Garrison / Bloodshot | Vin Diesel                  | Martin Keßler    |
| Dr. Emil Harting         | Guy Pearce                  | Philipp Moog     |
| KT                       | Eiza González               | Rubina Kuraoka   |
| Jimmy Dalton             | Sam Heughan                 | Johannes Raspe   |
| Gina DeCarlo             | Talulah Riley               | Mareile Moeller  |
| Martin Axe               | Toby Kebbell                | Henning Nöhren   |
| Wilfred Wigans           | Lamorne Morris              | Tobias Nath      |
| Nick Baris               | Jóhannes Haukur Jóhannesson | Sven Brieger     |
| Eric                     | Siddharth Dhananjay         | Jannik Endemann  |

## Rezeption

### Altersfreigabe
In den Vereinigten Staaten erhielt der Film von der MPA eine PG-13-Freigabe aufgrund von „heftigen Gewaltsequenzen, suggestivem Material und der Sprache“. In Deutschland erhielt der Film von der FSK eine Freigabe ab 16 Jahren. In der Begründung heißt es, der Film enthalte zahlreiche Kampfszenen, bei denen Gewalt jedoch nur in wenigen Momenten länger ausgespielt und deutlich gezeigt werde. Jugendliche ab 16 Jahren würden diese Szenen in den Kontext der überhöhten und realitätsfernen Science-Fiction-Geschichte einordnen, entsprechend verarbeiten und eine emotionale Distanz wahren können. Eine Überforderung lasse sich daher ausschließen.

### Kritiken
Bloodshot konnte 30 % der Kritiker auf Rotten Tomatoes und 78 % der Zuschauer überzeugen und erhielt auf Metacritic einen Metascore von 44 von 100 möglichen Punkten.
Owen Gleiberman von Variety bezeichnet den Film als spaßigen Trash, der viele altbekannte Elemente recycle und durch diese Referenzen sehr unterhaltsam sei. Bloodshot sei so inszeniert, dass der Zuschauer das angenehme, wenn auch desorientierte Gefühl des Protagonisten nachvollziehen und miterleben könne, was einen Großteil der Effektivität des Filmes ausmache. Ebenso sei positiv hervorzuheben, dass der Film mit der Frage, was Realität ist, spiele. Vin Diesel zeige sich von seiner besten Seite, liefere eine wilde und engagierte Darbietung ab, gebe dem Film dadurch Identität und besitze ein „Actioncharisma“ auf dem Höhepunkt. Durch den Spezialeffektehintergund von Regisseur Dave Wilson würden die Actionsequenzen noch realistischer, heftiger und geschmeidiger werden. Des Weiteren lobt Gleiberman Lamorne Morris, der in fast jeder Szene die Show stehle.
Justin Lowe vom Hollywood Reporter steht dem Film hingegen kritischer gegenüber. Für ihn versuche Bloodshot, ein eigenes Superheldenuniversum zu starten, doch schon der erste Film habe Schwierigkeiten, genügend Stoff zu liefern. Der eher schweigsame Diesel gehe die unspektakuläre Grundidee zwar mit viel Begeisterung an, doch seine Berühmtheit stehe der auch internationalen Bekanntheit der Comicvorlage im Weg. Dies sei zum Teil auch dem unterentwickelten Drehbuch geschuldet, das kein Gespür für Charakterentwicklung oder Hintergrundgeschichte habe. Als Fazit zieht Lowe, der Film biete genügend Explosionen, Schießereien und Kämpfe, sodass ein junges, männliches Publikum unterhalten werden dürfte, werde außerhalb dieser vorhersehbaren Fangemeinde allerdings nur wenig Anklang finden.
Christopher Diekhaus von kino-zeit.de trifft eine ähnliche Einschätzung. Alle Handlungselemente habe man schon einmal gesehen, dazu liefere Diesel keine charakterlichen Nuancen und durch seine starre Mimik entstünden keine echten Emotionen. Einer der großen Schwachpunkte sei, dass man den – den Comiclesern bereits bekannten – Twist schon im Trailer gezeigt habe und der Zuschauer nach diesem keine wirkliche Lust mehr habe, der Handlung zu folgen. Bloodshot verpasse es an dieser Stelle, die innerliche Krise der Hauptfigur zu thematisieren, und serviere stattdessen lustlose Szenen. Sämtliche Nebenfiguren würden flach und schablonenhaft wirken, besonders die von Eiza González verkörperte Figur werde nur als schöner Blickfang inszeniert. Diese Defizite versuche der Film zwar durch seine Optik sowie Action auszugleichen, doch durch schlechte Computereffekte und einen zu hektischen Schnitt entstünden auch hier keine bahnbrechenden Bilder.
Dementgegen argumentiert Jörg Gerle vom Filmdienst, Bloodshot habe durchaus beträchtliche Schauwerte, so beispielsweise eine futuristische Forschungsstation oder abenteuerlich zu bedienende Gimmicks. Die Umsetzung sei in erster Linie zweckdienlich, habe aber durchaus mehr Potenzial. So würde durch den Twist in der Mitte der Handlung ein „Blade-Runner-Flair“ entstehen, doch der Film punkte in erster Linie mit der Action und den gewohnt coolen Sprüchen von Diesel. Zeitweise würden zwar wirklich interessante Aspekte aufblitzen, diese werden von den Machern aber nicht konsequent verfolgt. Trotzdem werde die Actionhandlung durch diese Aspekte und Fragen wie der nach gut und böse aufgewertet.

### Einspielergebnis
In Deutschland konnte der Film am ersten Wochenende rund 57.000 Kinobesucher verzeichnen, in der Folgewoche weitere 22.000, bevor im Zuge der COVID-19-Pandemie in Deutschland ab dem 12. März 2020 bundesweit sämtliche Kinos geschlossen wurden. In den Vereinigten Staaten konnte Bloodshot am Startwochenende, das das vom Umsatz her schwächste Kinowochenende seit 22 Jahren in Nordamerika war, mit Einnahmen von 9,3 Millionen US-Dollar auf dem dritten Platz der US-amerikanischen Kino-Charts einsteigen. Dem Budget von 45 Millionen US-Dollar steht ein weltweites Einspielergebnis von rund 33,54 Millionen US-Dollar gegenüber, von denen der Film allein rund 12,56 Millionen im nordamerikanischen Raum einspielen konnte. In Deutschland verzeichnete der Film insgesamt 112.419 Kinobesucher.

### Auszeichnungen
People’s Choice Award 2020
- Nominierung als Actionfilm des Jahres
- Nominierung als Bester Schauspieler (Vin Diesel)
- Nominierung als Bester Schauspieler in einem Actionfilm (Vin Diesel)[37]

Saturn-Award-Verleihung 2021
- Nominierung als Beste Comicverfilmung

VES Awards 2021
- Nominierung für die Beste animierte Umgebung in einem Realfilm („Neuralspace“)
- Nominierung für die Beste Simulation von Effekten in einem Realfilm[38]

## Fortsetzung
Im November 2020 kündigte Dan Mintz, der kreative Leiter von DMG Entertainment, eine Fortsetzung mit Vin Diesel an, da dem durch die COVID-19-Pandemie beeinträchtigten Einspielergebnis ausgesprochen gute Verkaufszahlen im Heimkinobereich gegenüberstünden.